# トゥルシ
トゥルシ（イタリア語: Tursi）は、イタリア共和国バジリカータ州マテーラ県にある、人口約5,000人の基礎自治体（コムーネ）。

## 地理

### 位置・広がり

#### 隣接コムーネ
隣接するコムーネは以下の通り。括弧内のPZはポテンツァ県所属を示す。
- コロブラーロ
- モンタルバーノ・イオーニコ
- ポリコーロ
- ロトンデッラ
- サンタルカンジェロ (PZ)
- スカンツァーノ・イオーニコ
- スティリアーノ

## 行政

### 分離集落
トゥルシには、以下の分離集落（フラツィオーネ）がある。
- Anglona, Caprarico, Panevino